# Horisme obscurata
Horisme obscurata là một loài bướm đêm trong họ Geometridae.